# Xanthophyllum neglectum
Xanthophyllum neglectum är en jungfrulinsväxtart som beskrevs av V. d. Meijden. Xanthophyllum neglectum ingår i släktet Xanthophyllum och familjen jungfrulinsväxter. Inga underarter finns listade i Catalogue of Life.